# Почетие свиета
Почетие свиета је српски рукопис се чува у збирци рукописа из 17. века, у Народној библиотеци у Пловдиву (бр. 116 (54), стране 90-97). Збирка, без сачуваног почетка и краја, садржи апокрифне чланке и молитве. Судећи по језику, написан је негде на простору Босне или Херцеговине, са јаким утицајем народног језика и са траговима икавских и јекавских прилога. Уместо шт (ћ) и жд (ђ), рукопис користи само један знак - ћ. Легенду под насловом Почетие свиета (Почетак света) објавио је проф. Б. Цонев у свом делу: Словенски рукописи и староштампане књиге народне Библије у Пловдиву. Софија 1920, на стр. 182-184.
Текст је народно препричана и написана прича из Књиге Постања Старог завета, о стварању свијета. 
Писан је ћирилицом у 17. веку, а данас се налази у Народној библиотеци у Пловдиву.